# Информационное Агентство Report
Report — одно из информационных агентств, действующих в Азербайджане. Публикует новости на азербайджанском, русском и английском языках. Освещает важные события в стране и мире из области политики, экономики, общества, спорта, культуры и других сфер.

## История
ИА Report функционирует в онлайновом медиа-пространстве Азербайджана с 2014 года. Основной интернет-ресурс www.report.az был запущен 27 октября 2014 года.

## Об агентстве
Report ежедневно информирует своих читателей о последних событиях посредством информационных бюллетеней. На сайте агентства также публикуются фото- и видеорепортажи.
Новости со ссылкой на Report ежедневно публикуют более 100 местных и зарубежных авторитетных СМИ.
Корреспондентские пункты Report действуют по всей стране. Особое внимание уделяется подготовке материалов о социально-экономическом развитии регионов. Наряду с этим, представительства агентства оперативно функционируют в Грузии, России, Турции, Украине, США и Франции.

## Медиа-школа
Медиа-специалисты ИА Report обучают молодежь журналистике, с целью чего при агентстве действует медиа-школа.
Report также регулярно оказывает информационную поддержку мероприятиям местного и международного масштаба.
Информационное агентство Report входит в состав компании «Global Media Group».

## Медиа-директор
- Гамид Гамидов